# José Leitão (atleta)
José Leitão (nascido em 6 de abril de 1965) é um atleta português. Ele competiu no salto em comprimento masculino e no triplo salto masculino nos Jogos Olímpicos de Verão de 1988.